# 4520 Довженко
4520 Довженко (4520 Dovzhenko) — астероїд головного поясу, відкритий 22 серпня 1977 року.
Тіссеранів параметр щодо Юпітера — 3,574.